# Kedumulyo
Kedumulyo is een bestuurslaag in het regentschap Pati van de provincie Midden-Java, Indonesië. Kedumulyo telt 5037 inwoners (volkstelling 2010).